# Cmentarz żydowski w Georgetown

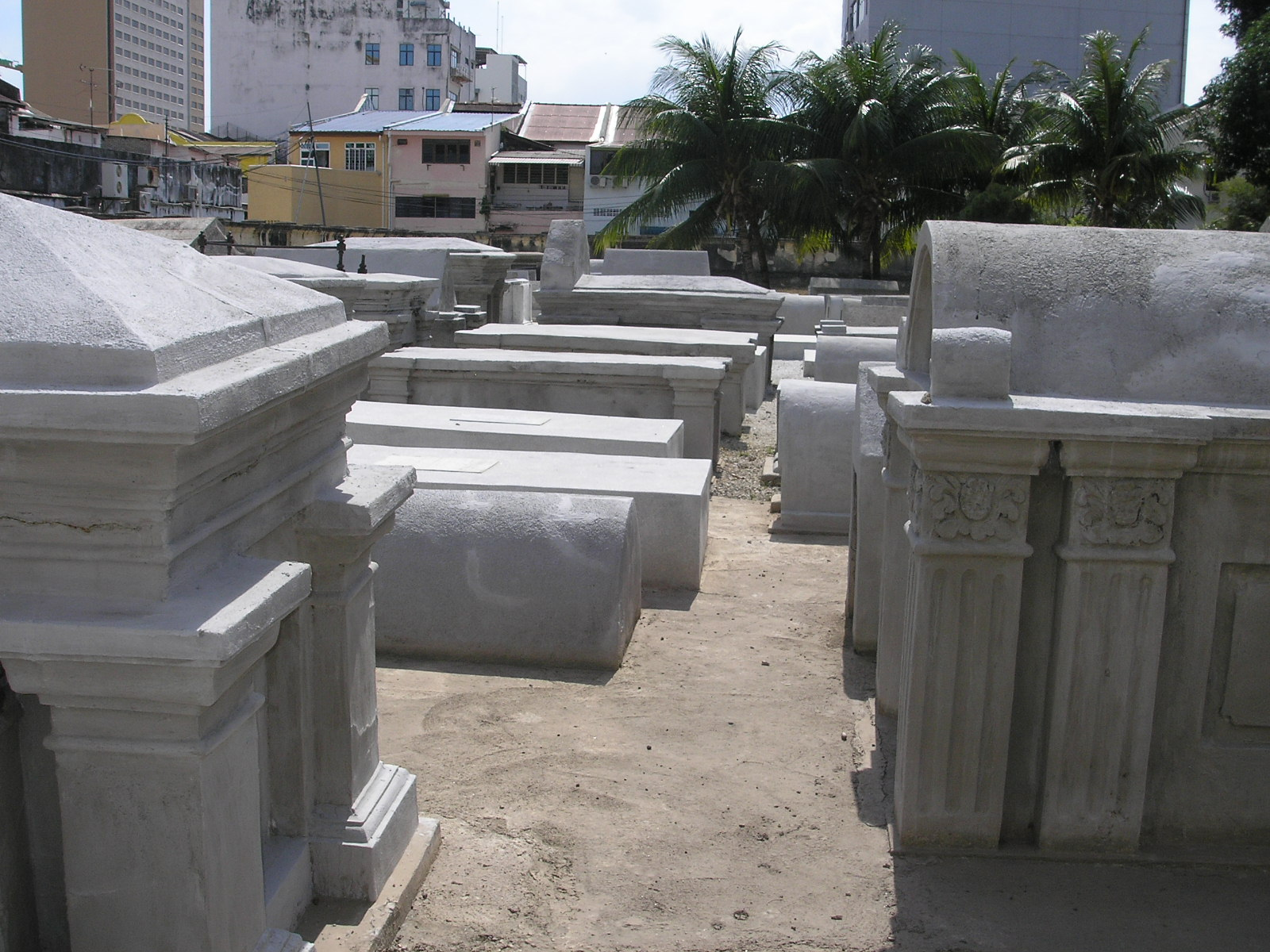
Widok nekropolii

Cmentarz żydowski w Georgetown – znajduje się na wyspie Penang i jest uważany za najstarszy cmentarz Malezji. Najstarszy zachowany nagrobek pochodzi z 1805 roku. Wśród pochowanych jest m.in. brytyjski oficer poległy podczas II wojny światowej.